# ホーコン (ノルウェー王太子)
ホーコン・マグヌス（ノルウェー語: Haakon Magnus, 1973年7月20日 - ）は、ノルウェーの王太子。ノルウェー王ハーラル5世とソニア王妃の長男。姉にマッタ・ルイーセ王女。デンマーク王クリスチャン9世の来孫、デンマーク王フレゼリク5世の雲孫である。

## 略歴
オスロに生まれる。海軍士官学校卒業後、ノルウェー海軍に入隊。除隊後、カリフォルニア大学バークレー校へ留学し、政治学を専攻した。また、ロンドン・スクール・オブ・エコノミクスでは、開発学の修士号を取得し、オスロ大学でも学んでいる。
祖父オーラヴ5世、父ハーラル5世は共にオリンピック出場経験があり、ホーコンは1994年のリレハンメルオリンピックで最終聖火ランナーを務めた。
2000年、オスロ大学の学生メッテ=マリット・ヒェッセム・ホイビー（Mette-Marit Tjessem Høiby, 1973年 - ）との交際・同棲が発覚した。彼女の息子マリウス・ボルグ・ホイビー（Marius Borg Høiby, 1997年 - ）も含めた3人で、オスロ市内のアパートで同棲を始めていた。ごく普通の若い家族と同じように、ショッピングに出かける仲むつまじい様子が目撃されていた。ノルウェーでは結婚せずに同棲するのは珍しいことでなく、子供の半数が結婚していない両親を持つという。だが王位継承者が、27歳にして3歳の長男を持つシングルマザーと同棲しているというのは、さすがに前代未聞の出来事であり、大きく報道された。また、彼女の元恋人で子供の父親に当たる男は麻薬中毒で服役歴があること、メッテ＝マリット自身もドラッグパーティーに出入りしていた経歴があることなどが次々に暴露され、「次の王妃にふさわしくない」との声が巻き起こった。王室に対する支持率は90%から68%に低下し、国王夫妻は2人の結婚を認めていたことを正式に発表するも、逆にこのことが支持率をさらに43%まで低下させる要因となった。
2000年11月、正式に婚約を発表。その会見中、ホーコン皇太子と並んだメッテ＝マリットは、涙ながらに過去の不祥事を告白、謝罪した。同時に王太子も、彼女と結婚するため王位継承権放棄まで考えたことを告白した。その後、国王夫妻、皇太子、メッテ＝マリットと息子マリウスの5人が歓談する映像がテレビで放映された。3歳の幼児を相手に膝をついて遊ぶ王妃の姿も放映され、国王夫妻が2人の結婚を認めていることを強く印象づけ、支持率が83%まで回復した。
2001年8月25日、オスロ大聖堂で成婚。2階のバルコニーから登場した際、数万のノルウェー国民が熱狂的な声援で迎え、皇太子は彼女の息子を抱き皇太子妃と2人で観衆の声援に手を振って応えた。血縁関係のないマリウスには王位継承権はない。
2004年1月、長女イングリッド・アレクサンドラ王女が誕生した。1990年の憲法改正により、男女の区別なく第1子が王位継承順位第1位となり、彼女が即位すればノルウェー初の女王となる。ただし、この規定は1990年以降に生まれた王族に適用するものであり、1989年以前に生まれたホーコンの継承順位は変わっていない。さらに2005年にはスヴェレ・マグヌス王子（継承順位第3位）が誕生した。
父王の入院のため、2003年と2005年の2回、数か月間摂政をつとめた。